# باشگاه فوتبال نیو سالامیس
باشگاه فوتبال نیو سالامیس (انگلیسی: New Salamis F.C.) یک باشگاه فوتبال در شهر لندن، انگلیس است که در سال ۱۹۷۱ تأسیس شده‌است.